# フェクテラー (護衛駆逐艦)
| 画像をアップロード |                                                                                                 |
| 艦歴               |                                                                                                 |
| 発注               | 1942年                                                                                          |
| 起工               | 1943年2月7日                                                                                    |
| 進水               | 1943年4月22日                                                                                   |
| 就役               | 1943年7月1日                                                                                    |
| 退役               |                                                                                                 |
| その後             | 1944年5月5日に戦没                                                                              |
| 除籍               |                                                                                                 |
| 性能諸元           |                                                                                                 |
| 排水量             | 基準：1,400トン、 満載：1,673トン                                                               |
| 全長               | 306 ft (93 m)                                                                                   |
| 全幅               | 37 ft (11.3 m)                                                                                  |
| 吃水               | 13.5 ft (4.1 m)                                                                                 |
| 機関               |                                                                                                 |
| 最大速             | 23ノット (43 km/h)                                                                              |
| 航続距離           |                                                                                                 |
| 乗員               | 士官15名 下士官兵198名                                                                          |
| 兵装               | 50口径3インチ砲3門 75口径1.1インチ対空砲4門 20mm対空砲8門 21インチ魚雷発射管3基 ヘッジホッグ1基 |

フェクテラー (USS Fechteler, DE-157) はアメリカ海軍の護衛駆逐艦。バックレイ級。艦名は第一次世界大戦時の軍人であるオーガスタス・フェクテラー海軍少将に因む。

## 艦歴
フェクテラーは1943年2月7日にノーフォーク海軍造船所で起工。同年4月22日にジョウン・S・フェクテラー（フェクテラー少将の孫娘、フランク・フェクテラー中尉の姪）によって命名、進水し、7月1日にC・R・シマーズ艦長の指揮下就役した。
1943年9月8日から12月31日まで、フェクテラーはニューヨーク・オランダ領西インド諸島・北アフリカ間で2度の船団護衛に従事した。
ニューヨーク市でのオーバーホール後、フェクテラーはナラガンセット湾での実験的な対潜演習に参加した。
1942年2月28日、フェクテラーはアゾレス諸島と北アイルランドのロンドンデリーへ向けて出航した。ロンドンデリーには3月6日に到着し、ニューヨーク行きの船団を護衛して3月22日にアメリカに戻った。
1944年4月1日、フェクテラーはニューヨークを出航しハンプトンローズへ向かった。そこでフェクテラーはビゼルト行きの船団に加わった。ビゼルトには4月22日に着いた。帰路、地中海西部で5月5日にフェクテラーはアルブレヒト・ブランディの指揮するドイツ潜水艦U-967に雷撃された。フェクテラーは二つに折れて沈み始めたため放棄された。乗員29名が死亡し、26名が負傷した。護衛駆逐艦ラニング (USS Laning, DE-159) や船団のほかの船によって186名が救助された。
フェクテラーは第二次世界大戦の戦功で1個の従軍星章を受章した。